# علم كونيات البلازما

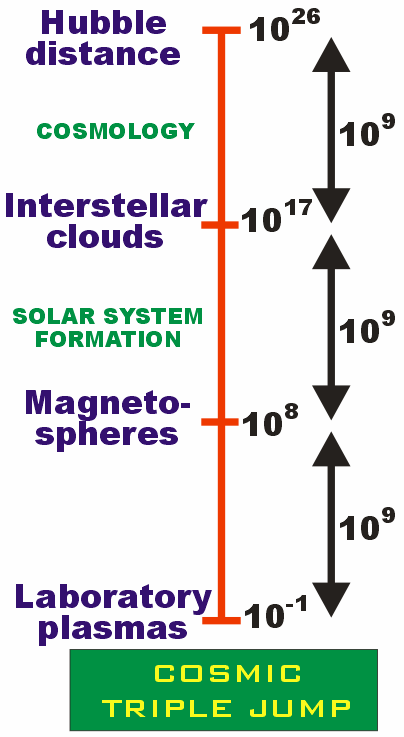

علم  كونيات البلازما هو علم الكون غير القياسي يفترض أن البلازما تلعب أدوارًا مهمة  في فيزياء الكون خارج المجموعة الشمسية.